# Brixen im Thale
Brixen im Thale je rakouská obec, nacházející se ve spolkové zemi Tyrolsko v okrese Kitzbühel. Žije zde přibližně 2 700 obyvatel. Brixen im Thale je jedním z nejstarších tyrolských měst, které si dodnes zachovalo selskou architekturu. Město je vyhledáváno turisty hlavně v lyžařské sezoně díky poloze v Kitzbühelských Alpách.

## Geografie

### Poloha
Brixen im Thale leží v nadmořské výšce 794 m  na nejvyšším místě údolí Brixen (Brixental) uprostřed travnatých hor Kitzbühelských Alp. Osídlená oblast se rozkládá především severně od železniční trati, s izolovanými částmi na jižní straně údolí. Jihovýchodně od centra obce se rozbíhá údolí Brixenbach, které je hustě zalesněné a známé jako přírodní rekreační oblast. Severně od obce se rozkládají četné horské svahy zvané Sonnberg, které jsou využívány především pro zemědělství. Svahy jižně od obce, zvané Schattseitn, jsou až na ojedinělé vysokohorské pastviny zalesněné jehličnatými lesy.
Území obce je na východě ohraničeno říčkami Sautalgraben a Achenbergbach a na západě převážně říčkami Bockernbach a Bockernbachtal. Na severu a jihu probíhá hranice obce převážně po horách Kitzbühelských Alp. 

### Hory
Nejvyšší horou v obci je Fleiding (1892 m n. m.) Severovýchodně od obce se nachází Hohe Salve (1829 m n. m.), severně od obce se nachází Zinsberg (1674 m n. m.). Jižně od obce se nachází Nachtsöllberg (1886 m n. m.) a Gaisberg (1767 m n. m.), které jsou rozděleny údolím Brixenbachu.

### Sousední obce
S obcí Brixem sousedí obce Ellmau, Kirchberg in Tirol, Söll a Westendorf. 

### Geologie
Dnešní podoba údolí Brixen vznikla především během poslední doby ledové před asi 10 000 lety. Na horské údolí (koryto) je poměrně široké a ploché. Dno údolí je široké maximálně dva kilometry. Pouze ojediněle lze nalézt náplavové kužely z údolí bočních toků, které se postupně usazovaly. Centrum obce leží na velmi rovinatém úseku, zatímco čtvrti Lauterbach, Winkl-Feuring a menší části leží na menších vyvýšeninách. Východně od obce, směrem na Kirchberg, uložil Ragginggraben mohutný náplavový kužel Mur, který leží v blízkosti rozvodí údolí Brixental-Leukental. Horské svahy a hřebeny nejsou příliš strmé, a proto patří k nízkým pohořím. Údolí leží výhradně v zóně šedých hornin. 

## Významní rodáci
- Matthäus Hetzenauer, rakouský odstřelovač, působící v řadách Wehrmachtu